# Russell Cunningham
Russell McWhortor Cunningham (ur. 25 sierpnia 1855, zm. 6 lipca 1921) – amerykański lekarz i polityk ze stanu Alabama.

## Wczesne lata, edukacja i kariera
Urodził się w Mt. Hope w hrabstwie Lawrence w rodzinnym stanie. Jego rodzice, Moses W. oraz Nancy Caroline Cunninghamowie, przybyli z Tennessee. Młody Russell ukończył szkołę publiczną w Mt. Hope po czym, w marcu roku 1871, zaczął studiować nauki medyczne pod kierunkiem znanego lekarza z północnej Alabamy Johna M. Clarka. W roku zaś 1878 rozpoczął naukę w Bellevue Hospital Medical College w Nowym Jorku, które ukończył w następnym roku. Potem pracował jako lekarz i chirurg. W roku 1881 został mianowany naczelnym lekarzem w głównym stanowym więzieniu.

## Kariera polityczna
Równocześnie był aktywny w polityce. W latach 1880–1881 reprezentował, jako demokrata, hrabstwo Franklin w legislaturze. W latach zaś 1896-1900 był członkiem stanowego Senatu, a od 1898 jego przewodniczącym.
Ponadto pełnił funkcję delegata na konwencję konstytucyjną w 1901 roku. Wtedy też został wybrany na wicegubernatora u boku innego demokraty Williama D. Jelksa (wszyscy gubernatorzy Alabamy od Davida P. Lewisa w latach 1872–1874 do Guya Hunta 1987-1993 byli demokratami).

### Gubernator
Kiedy gubernator Jelks musiał opuścić Alabamę, aby udać się na zachód kraju w celu poddania leczeniu, zgodnie z konstytucją w wypadku nieobecności gubernatora przez okres dłuższy, niż 20 dni, wicegubernator zostawał tymczasowym gubernatorem (ang. Acting Governor).
Okres nieobecności Jelksa potrwał prawie równy rok (25 kwietnia 1904 – 5 marca 1905). Wtedy tymczasowym gubernatorem był Russell Cunningham.
I choć formalnie nie był szefem stanowej władzy wykonawczej, tylko tymczasowym jej kierownikiem, przez wzgląd na długi okres sprawowania urzędu uznaje się go w Alabamie za pełnego gubernatora, a jego portret wisi wśród portretów innych gubernatorów.
Przypadek Cunninghama jest o tyle ciekawy, iż był prawdopodobnie najdłużej urzędującym tymczasowym gubernatorem (bo aż rok) między przekazaniem i przejęciem na powrót obowiązków przez swego szefa.
Po zakończeniu swej kadencji Cunningham powrócił do praktyki medycznej w Ensley. Zmarł w Birmingham.